# Bart Van Renterghem
Bart Van Renterghem (Roeselare, 11 augustus 1972) is een Belgische voetbaltrainer.

## Opleiding
Na alle jeugdreeksen bij AA Gent doorgemaakt te hebben, legde hij zich toe op zijn universitaire studies. Zijn opleiding als licentiaat lichamelijke opvoeding met specialisatie training en coaching aan de Universiteit Gent vulde hij aan met een postgraduaat voetbaltraining en een UEFA PRO-diploma.

## Carrière
In de winterstop van 2004/05 werd Van Renterghem trainer van de beloftenploeg van tweedeklasser KMSK Deinze. Hij nam daar na een tijdje de functie van hulptrainer over onder achtereenvolgens hoofdtrainers Eddy Mestdagh, Marc Brys en Gerrit Laverge. Buiten het tweedeklassevoetbal houdt Van Renterghem zich bezig met de opleiding en training van sporters. Hij richtte de voetbalschool FootInstruct op, deed enige jaren ervaring op als docent bij de Universiteit Gent en verzorgt nu mede de vorming van jong talent in de Gentse Topsportschool.
In het seizoen 2007/08 maakte Van Renterghem zijn debuut als hoofdtrainer bij het pas naar Derde Klasse gedegradeerde SK Ronse waar hij het eerste elftal trainde tot oktober 2009.
Bij zijn ontslag na 8 speeldagen in het seizoen 2009-2010 vatte EXQi zijn periode bij Ronse samen:
Van Renterghem is aan zijn derde seizoen bezig bij Ronse. Hij bezorgde de club meteen de titel en de bijhorende promotie naar de EXQi-League en verbaasde vorig jaar vriend en vijand door met zijn team lang mee te strijden voor de eindronde. In het tussenseizoen zag de club menig sterkhouder vertrekken waardoor de resultaten nu achterwege blijven.
Vanaf de tiende speeldag in Derde Klasse nam hij het roer over van het geschiedenisrijke en ambitieuze Eendracht Aalst. Op dat ogenblik stond de club 17de in een competitie van 19 ploegen, maar Aalst behaalde alsnog de 2de stek en de daarmee gepaard gaande eindrondeplaats. In die eindronde haalde K. Rupel-Boom FC evenwel de bovenhand.
Aalst schoot in het seizoen 2010-2011 meteen uit de startblokken met een ongeslagen reeks van 12 wedstrijden en een logische periodetitel. Na de 32ste speeldag waren ook Van Renterghems tweede kampioenstitel op 4 jaar tijd en de daarmee gepaard gaande promotie naar Tweede Klasse een feit. Van Renterghem werd in maart 2013 opgevolgd als coach van Eendracht Aalst door Chris Janssens.
Van januari 2016 tot januari 2019 was Van Renterghem trainer van het U21-team van KAA Gent.
Van januari 2019 tot juni 2021 was hij een tweede periode hoofdtrainer bij Eendracht Aalst in eerste en tweede nationale.
Tussen juni 2021 en juni 2023 was hij hoofdscout en adviseur van het management bij FCV Dender.
Sedert juli 2021 is hij tevens hoofdscout bij de Belgian Red Flames, het nationale voetbalteam van de vrouwen. Een functie die hij combineert met scouting voor KAA Gent.